# Batalla de Kuju
La batalla de Kuju tuvo lugar en el año 1019. Fue la gran batalla durante la Tercera Guerra Goryeo-Kitán (1018 a 1019).
Después de cruzar el río Aprok, las tropas de los kitán invadieron Corea. Pero el general coreano Gang Gam-chan atravesó un arroyó y se lanzó a por las tropas de los kitán que cruzaban el río. A pesar de sufrir importantes bajas, algunas tropas kitán marcharon hacía Gaegyeong, la capital de Corea.
Durante su campaña, el general Gang Gam-chan cortó los suministros de las tropas kitán y les acosó sin descanso. Exhaustas, las tropas kitán decidieron retirarse a toda prisa hacia el norte. Siguiendo el movimiento de las tropas kitán, el general Gang Gam-chan decidió atacar al enemigo en las proximidades de Kuju, obteniendo una victoria total para la Dinastía Goryeo.

## Consecuencias
Después de la batalla, se dieron las negociaciones de paz y los kitán no volvieron a intentar invadir Corea. Corea entró en un largo período pacífico con sus vecinos del otro lado del río Aprok. La victoria en la batalla de Hong-Hwa-Jin es hoy considerada uno las tres victorias militares mayores de toda la historia de Corea (otras victorias son la batalla de Salsu y la batalla de Isla Hansan).